# 皇室典範 (1889年)
皇室典範（こうしつてんぱん）は、1889年（明治22年）から1947年（昭和22年）までの、皇位継承順位など皇室に関する制度・構成等について規定していた家憲である。大日本帝国憲法と同格の法規とみなされ、両者を合わせて「典憲」と称した。昭和22年5月2日に廃止され、新たに法律として制定された現行の皇室典範（昭和22年法律第3号）が、同年5月3日の日本国憲法と同時に施行された。単に典範（てんぱん）とも呼ばれる。

## 概説

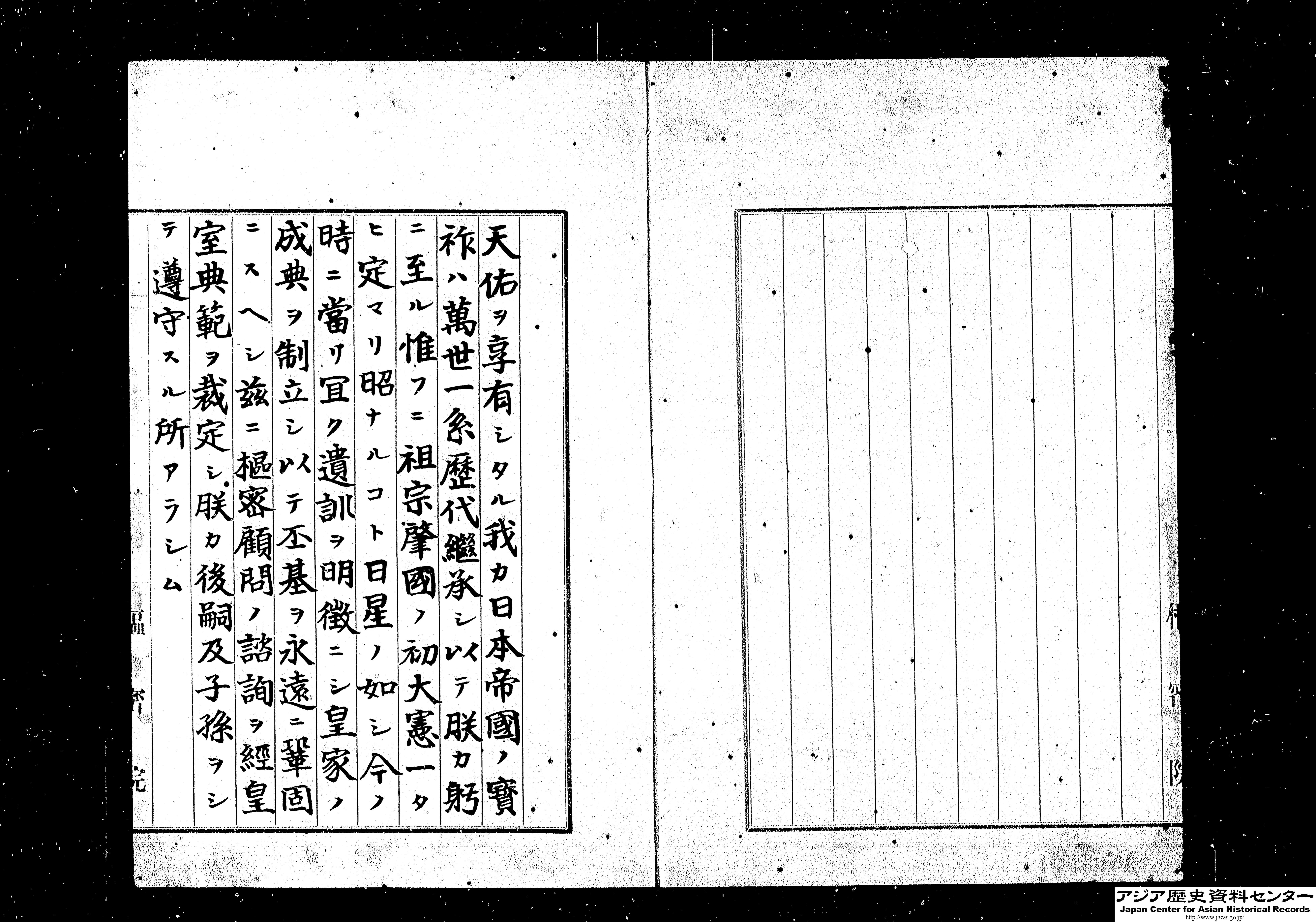
皇室典範「上諭」

1886年6月10日、宮内大臣 伊藤博文が、帝室典則案を内大臣 三条実美に提出した。
1887年3月20日 首相兼宮相伊藤博文・帝室制度取調局総裁柳原前光、井上毅、伊東巳代治らが会合し、皇室典範・皇族条例の草案について討議。
1889年（明治22年）2月11日に裁定された 旧皇室典範は、皇室の家法という性格が与えられていた（官報には登載せず）が、1907年（明治40年）2月11日裁定の皇室典範増補で宮内大臣および各国務大臣の副署がなされかつ公布の対象となり、国民も拘束するものとされた。もっとも、同年1月31日に制定された公式令（明治40年勅令第6号）などで宮務法 と国務法 の峻別が定められたことからもわかるように、旧皇室典範が大日本帝国憲法の下にあるようになったというわけではない。
旧皇室典範の改正又は増補は、皇族会議及び枢密顧問の諮詢を経て勅定するものとされ（旧皇室典範第62条）、この手続きに帝国議会の協賛又は議決は要しないとされた（大日本帝国憲法第74条）。これは、現在の日本国憲法及び同憲法の下にある皇室典範（昭和22年法律第3号）にはない皇室自律主義の表れといってよい。旧皇室典範の改正又は増補は、法源としての「皇室典範」たる形式で行われた。増補は明治40年2月11日（皇族の臣籍降下など）と1918年（大正7年）11月28日（皇族女子は王族または公族に嫁し得る）に2度あるのみで、旧皇室典範本文を改正した例がないまま廃止された。1946年12月24日、枢密院は、皇室典範増補中改正の件を可決、つづいて皇族会議で可決（内親王・王・女王は勅旨・請願によって「臣籍降下」できる）。
旧皇室典範および皇室典範増補は、1947年（昭和22年）5月1日勅定の「皇室典範及皇室典範増補廃止ノ件」によって、新皇室典範と日本国憲法が施行される前日の同年5月2日限りで廃止された。

## 構成

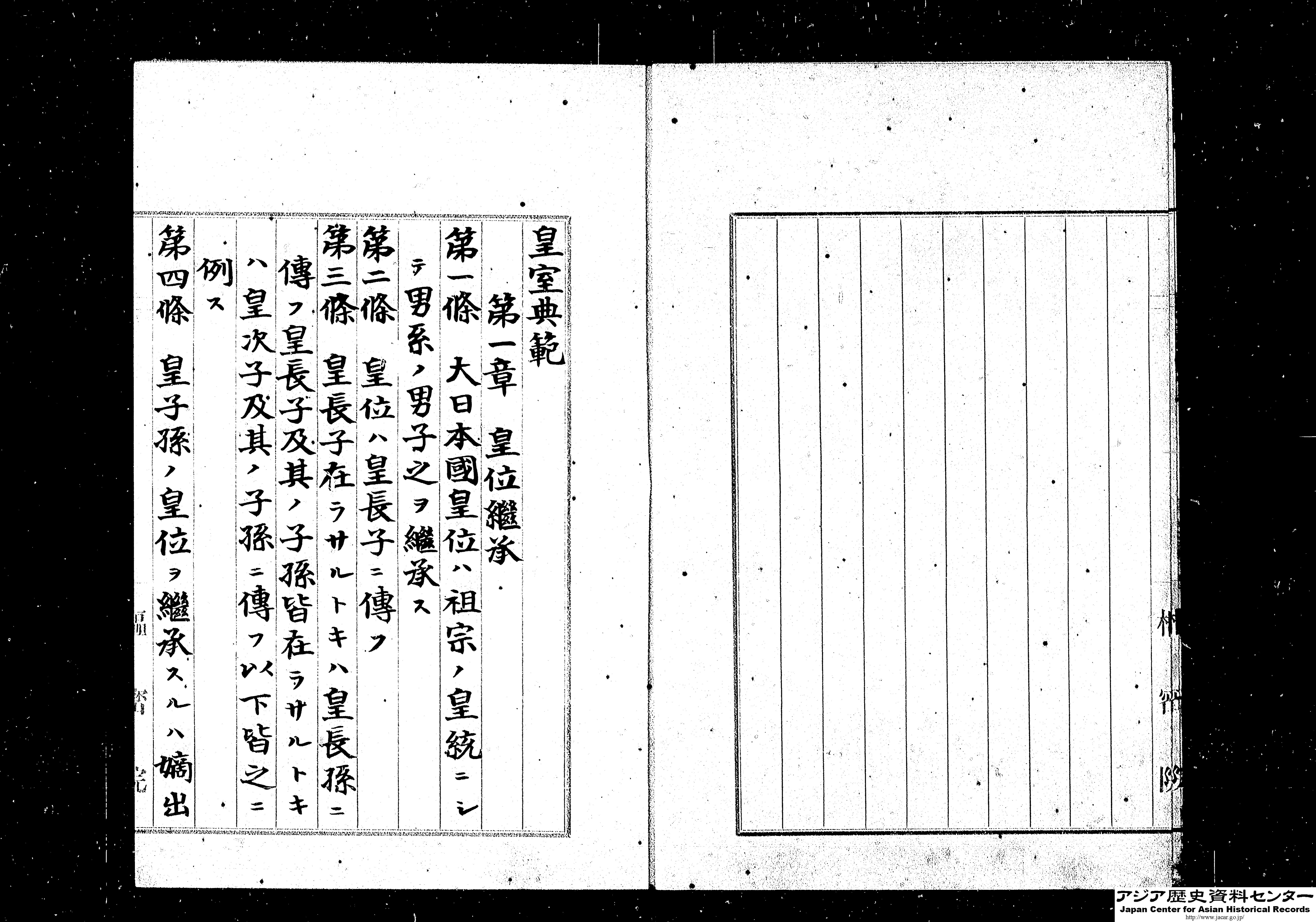
御署名原本（第一章第一條から第四條までの部分）

旧皇室典範は12章62条からなる。構成は以下の通り。全文はウィキソースを参照のこと。
- 第一章 皇位継承
- 第二章 践祚即位
- 第三章 成年立后立太子
- 第四章 敬称
- 第五章 摂政
- 第六章 太傅
- 第七章 皇族
- 第八章 世伝御料
- 第九章 皇室経費
- 第十章 皇室訴訟及懲戒
- 第十一章 皇族会議
- 第十二章 補則

## 皇族の範囲規定
皇室典範（いわゆる旧皇室典範）では皇子（1世）から皇玄孫（4世）までを親王、5世以下を王とした。これに従えば、親王宣下を受けて親王となっていた皇族（伏見宮貞愛親王・東伏見宮依仁親王・有栖川宮熾仁親王・有栖川宮威仁親王）や、伏見宮出身の還俗した入道親王・法親王（北白川宮能久親王・閑院宮載仁親王・山階宮晃親王・久邇宮朝彦親王・小松宮彰仁親王・華頂宮博経親王）についても王を称することとなるが、特例として旧皇室典範施行までに親王宣下を受けていた場合は従来の通り親王を称することとされた（旧皇室典範第57条）。さらに永世皇族制を採用し、皇族女子の婚姻による離脱以外は臣籍降下についての定めがなく、皇族の男系子孫は何世代後であっても皇族であり続けるとされた。
しかし、1899年（明治32年）に成立した帝室制度調査局によって明治40年2月11日に皇室典範増補が定められ、王は勅旨又は本人からの情願により、皇族会議と枢密顧問の諮詢を経て、家名を賜って華族になることができるとする臣籍降下制度が創設され、永世皇族制は事実上放棄された。ただし、この時は降下に関する具体的な基準は定められず、あくまでも“臣籍に下す可能性がある”と規定するに留められた。また、同時に「皇族ノ臣籍ニ入リタル者ハ皇族ニ復スルコトヲ得ス」（皇室典範増補第6条）と皇籍復帰の禁止も定められた。
この規定が設けられてもなお王の臣籍降下が進まなかったため、1920年（大正9年）5月19日に皇室典範増補を適用する具体的な基準として、皇族会議と枢密顧問の諮詢を経て、「皇族ノ降下ニ関スル施行準則」が制定された（公布されず）。王は皇室典範増補第1条に基づく降下の情願をしなければ、長子孫の系統4世以内を除き勅旨により家名を賜い華族に列するとされた。伏見宮系の皇族は崇光天皇の16世孫である伏見宮邦家親王の子孫について、附則で邦家親王を皇玄孫と見做し、準則を準用した。
ただし、一律的に華族に列することには異論もあり、枢密院での審議における政府側の説明では、その個々の場合においても大体準則の規定に準拠し、かつ事態の緩急に応じてその宜しきを斟酌すべきものとされ、この準則の性質は常例として準拠すべき大体のものであるとされた（『枢密院会議筆記』1920年3月17日）。いずれにしても、臣籍降下は情願によることが本則とされたので、この準則が効力を有した期間（1920年 - 1946年）の12件の臣籍降下は、すべて情願によるものであって、この準則が直接適用されたわけではない。
「皇族ノ降下ニ関スル施行準則」は、王だけでなく内親王と女王も勅旨・情願による臣籍降下を可能とする「皇室典範増補中改正ノ件」（昭和21年（1946年）12月27日勅定）の制定と同時に、「皇族ノ降下ニ関スル施行準則廃止ノ件」（公布されず）によって廃止された。

## 大礼（即位礼及び大嘗祭）の場所
明治天皇は1877年（明治10年）に京都御所に行幸した際、その衰退を憂い、「旧都の保存」を命じ、翌年の1878年（明治11年）には「将来わが朝の大礼は京都にて挙行せん」との叡慮を示し、1883年（明治16年）には京都を即位式・大嘗会の地と定め宮内省に京都宮保存を管理させた。 これを受けて本皇室典範の第11条で「即位ノ礼及大嘗祭ハ京都二於イテ之ヲ行フ」と規定された。

## 譲位案の削除
本皇室典範原案策定では、天皇の譲位に関する規定が盛り込まれていた。宮内省図書頭の井上毅は譲位容認を唱えていたが、伊藤博文がこれに異を唱え、この条文は典範から削除された。そのやりとりの会議は「高輪会議」と呼ばれ、内容は「草案談話要録」に記録が残っている。

なお、1889年（明治22年）の皇室典範制定以後、譲位による皇位継承は行われていなかったが、2019年（平成31年/令和元年）に天皇の退位等に関する皇室典範特例法（2017年（平成29年）に制定）により、明仁から徳仁への皇位継承が譲位によって行われた。

## 刊行史料
- 『日本立法資料全集 16・17　明治皇室典範 上・下』（小林宏・島善高編） 信山社出版、1996 - 1997年
- 『明治皇室典範制定 前史・本史』大成出版社、1982 - 1986年
國學院大學「梧陰文庫」（井上毅関連文書）所蔵史料

## 関連文献
- 奥平康弘『「萬世一系」の研究（上） 「皇室典範的なるもの」への視座』長谷部恭男解説、岩波現代文庫、2017年3月。ISBN 978-4006003593。
- 奥平康弘『「萬世一系」の研究（下） 「皇室典範的なるもの」への視座』島薗進解説、岩波現代文庫、2017年3月。ISBN 978-4006003609。
  - 元版『「萬世一系」の研究 「皇室典範的なるもの」への視座』岩波書店、2005年3月。ISBN 978-4000244305
- 島善高『近代皇室制度の形成　明治皇室典範のできるまで』成文堂、1994年4月。ISBN 978-4792302245
- 笠原英彦『皇室典範　明治の起草の攻防から現代の皇位継承問題まで』中公新書、2025年1月。ISBN 978-4-12-102840-2